# Merrill A. McPeak
Merrill Anthony "Tony" McPeak, född den 9 januari 1936 i Santa Rosa i Kalifornien, är en pensionsavgången general i USA:s flygvapen. 
McPeak var USA:s flygvapenstabschef från 1990 till 1994 och under tre veckor 1993 var han även tillförordnad flygvapenminister innan Sheila Widnall tillträdde den posten.